# Gaby
Gaby  (Goaby o lou Gòby in patois valdostano, Goobi o  z'Überlann in töitschu) è un comune italiano di 409 abitanti della Valle d'Aosta. Si trova nella valle del Lys.

## Geografia fisica

### Territorio
Gaby si trova nella valle del Lys, tra i comuni di Issime e di Gressoney-Saint-Jean. A Nord è chiuso dalle Alpi Biellesi.
Il punto più elevato del territorio comunale è raggiunto dal Mont Néry (3.075 m), verso ovest, al confine con i comuni di Issime e Brusson.
Il vallone di Niel, a monte del capoluogo, famoso per la cascata del torrente Niel (28 metri), costituì nel passato il passaggio naturale per i commerci con il vercellese e con il biellese. Dalla frazione di Niel partono mulattiere e sentieri escursionistici per le cime e i valichi alpini che delimitano il territorio comunale: Colle Lazoney, Punta Tre Vescovi, il Colle della Mologna Grande, che collega la Valle del Lys con la Valle Cervo in Piemonte, e il Colle della Mologna Piccola.
Classificazione sismica: zona 4 (sismicità molto bassa).

## Origini del nome
Contrariamente alle regole di pronuncia della lingua francese standard, l'accento del toponimo Gaby va posto sulla penultima sillaba, e non sull'ultima ("Gàby"), secondo la pronuncia del patois valdostano locale.
Il toponimo Gaby sembra derivare da:
- Gabbio, voce indicante una proprietà privata e chiusa (dal latino cavea);
- Gabiens, antica famiglia nobile del Monferrato;
- Gauw, voce alemanna che significa cantone.

## Storia
Il primo nucleo abitato fu probabilmente quello di Lihrla, dove si trovano oggi le rovine di una casaforte, utilizzata come lazzaretto durante l'epidemia di peste del 1630.
Il centro si spostò in seguito a Kiamourseyra, sede dell'attuale capoluogo.
Gaby è stato un feudo dei Vallaise durante il XIV secolo, e venne ceduto in seguito ai nobili locali Troc-Drisquer, proprietari della casaforte di Palatz, risalente al 1632 secondo un'iscrizione in lingua tedesca rinvenuta su una trave del tetto: "Der Hans Driszquer hat das glassen machen und der maister Hans Goyet hetz gmachet im iar MDCXXXII" (= Jean Trenta l’ha fatta costruire e il capomastro Hans Goyet l’ha costruita nell’anno 1632). Da notare che l'odierno cognome gabençois Trentaz (pron. Trenta) deriva dalla francesizzazione di Dris(z)quer, che rimanda al tedesco Dreiziger (= lett. "il trentesimo").
Gaby ha fatto parte per secoli del comune di Issime, con il nome di Issime-Saint-Michel (ufficiale), o Überlann (localmente, in Töitschu), mentre l'attuale Issime si chiamava Issime-Saint-Jacques. Il feudo di Gaby, che comprendeva il vallone di Niel e il territorio fino al Pont-de-Trentaz, fu ceduto dai nobili de Vallaise ai nobili locali Troc-Drisquer.
Lo statuto di comune autonomo fu conferito nel 1952 grazie all'azione di Mgr. Jean-Joconde Stévenin, sindaco di Aosta, sebbene le parrocchie furono divise già nel 1786, con l'istituzione della parrocchiale di San Michele Arcangelo.

### Simboli
Lo stemma e il gonfalone comunali sono stati approvati con deliberazione del consiglio comunale del 24 aprile 1992.
Il primo quarto riproduce lo stemma del Ducato di Aosta; la bilancia del è un attributo dell'arcangelo Michele, patrono della parrocchia locale, istituita dal vescovo di Aosta Paolo Giuseppe Solaro il 24 novembre 1786; il terzo quarto riporta lo stemma dei signori di Vallaise e d'Arnad, che dal XII secolo dominò su quasi tutta la valle di Gressoney e su gran parte della bassa valle della Dora Baltea; il giglio, in francese fleur de lis, si riferisce al nome del torrente Lys. Festina lente è il motto della famiglia Vallaise.
Il gonfalone è un drappo partito di rosso e di nero, al rettangolo di bianco cucito e caricato dello stemma del Comune.

## Monumenti e luoghi d'interesse
- Santuario di Vourry: si trova a 2 chilometri dal capoluogo di Gaby, in località Vourry, ed è dedicato alla Madonna delle Grazie (fr. Notre-Dame-de-Grâce).
- Gli ambienti glaciali del gruppo del Monte Rosa sono un sito di interesse comunitario e una zona di protezione speciale (cod. SIC/ZPS: IT1204220, 8645 ha)

## Società

### Evoluzione demografica
Abitanti censiti

### Lingue e dialetti
Gaby rappresenta un'isola linguistica di patois francoprovenzale nella valle del Lys, dove notoriamente viene parlata la lingua walser, nelle sue due varianti titsch e töitschu, di origine germanica. Tale anomalia si deve all'epidemia di peste del 1637: durante tale epidemia, la popolazione walser di Gaby venne drasticamente decimata. Negli anni successivi la popolazione francofona della bassa valle andò a ripopolare il comune. Segni delle radici walser del paese sono ancora riscontrabili nei numerosi rascard sparsi per tutto il territorio comunale, in particolare nel vallone di Niel.
Oltre ad essere trilingue italiano-francese-tedesco (lingue di istruzione ufficiali per i comuni della valle del Lys), e a parlare il patois, in virtù della vicinanza geografica e dei rapporti storici con l'adiacente Valsesia e con il Canavese, la popolazione locale parla anche il piemontese.

### Tradizioni e folclore

#### Il costume femminile
Il tipico costume femminile nasce nel secolo XIX prendendo ispirazione dagli abiti della vicina Savoia. Originariamente era destinato a fungere da abito da sposa e da cerimonia, esso veniva personalmente confezionato da colei che era poi destinata ad utilizzarlo. La tradizione vuole che l'abito fosse talmente personale che esso avrebbe dovuto scomparire alla morte della donna che lo aveva cucito. I colori dominanti del vestito in sé sono il nero e il bianco, è però usanza ravvivare l'abito con l'aggiunta di un foulard e di un grembiule dai colori più vivaci.
Attualmente il costume viene normalmente usato dalle donne di Gaby durante le cerimonie pubbliche, quali battesimi, matrimoni o funerali.

## Cultura

### Citazioni
Il torrente Lys nell'Ottocento ispirò Giosuè Carducci, il quale inserì nei suoi Idilli alpini la poesia L'ostessa di Gaby.
e traverso gli abeti tremola d'oro il sole.
Cantan gli uccelli a prova, stormiscono le cascatelle,
precipita la scesa nel vallone di Niel. […]»
(Giosuè Carducci, L'ostessa di Gaby, 27 agosto 1895)

## Economia
Come in molti comuni valdostani anche nel comune di Gaby si produce energia idroelettrica. La centrale di Zuino, in gestione alla CVA, sfrutta le acque dei torrenti Lys e Fòrkòbach.

## Amministrazione
Fa parte dell'Unité des Communes valdôtaines Walser.
Di seguito è presentata una tabella relativa alle amministrazioni che si sono succedute in questo comune.
| Periodo           | Periodo           | Primo cittadino   | Partito          | Carica  | Note   |
| ----------------- | ----------------- | ----------------- | ---------------- | ------- | ------ |
| 1º giugno 1985    | 1º giugno 1990    | Ferruccio Ropele  | -                | Sindaco | [ 13 ] |
| 1º giugno 1990    | 29 maggio 1995    | Edmond Freppa     | Union Valdôtaine | Sindaco | [ 13 ] |
| 29 maggio 1995    | 22 settembre 1995 | Giacomo Jaccond   | Union Valdôtaine | Sindaco | [ 13 ] |
| 22 settembre 1995 | 8 maggio 2000     | Daniele Jaccond   | Union Valdôtaine | Sindaco | [ 13 ] |
| 8 maggio 2000     | 19 maggio 2003    | Benito Mostacchi  | lista civica     | Sindaco | [ 13 ] |
| 11 novembre 2003  | 10 novembre 2008  | Mauro Stévenin    | Union Valdôtaine | Sindaco | [ 13 ] |
| 10 novembre 2008  | 15 febbraio 2010  | Emilio Bastrenta  | lista civica     | Sindaco | [ 13 ] |
| 1º marzo 2010     | 11 novembre 2013  | Pierluigi Ropele  | lista civica     | Sindaco | [ 13 ] |
| 22 novembre 2013  | 25 novembre 2018  | Pierluigi Ropele  |                  | Sindaco | [ 13 ] |
| 26 novembre 2018  | in carica         | Francesco Valerio | lista civica     | Sindaco | [ 13 ] |

## Sport
Nel comune di Gaby si svolge la Marcia degli Alpini - Memorial Leonardo Follis.

## Galleria d'immagini

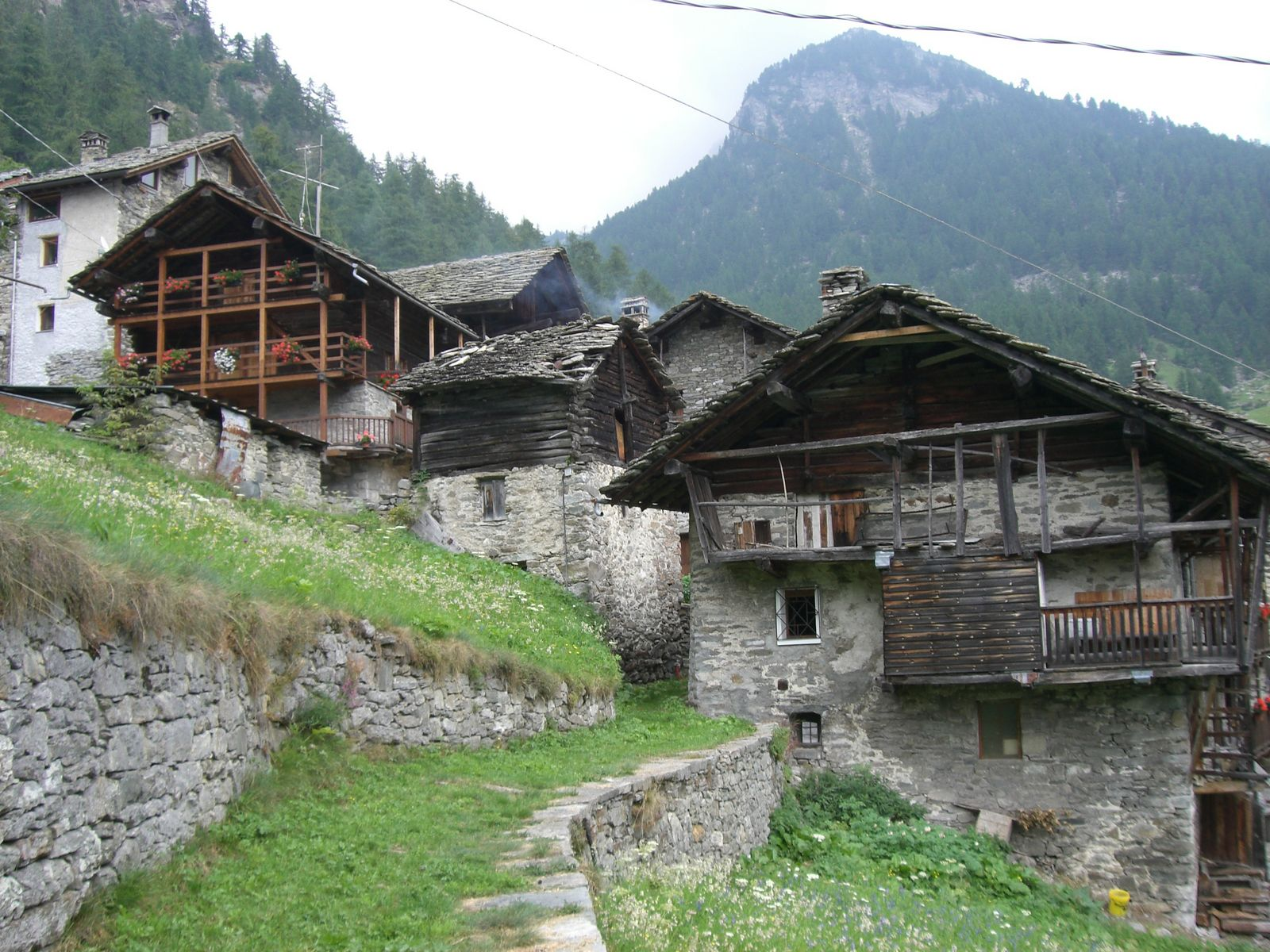
Il villaggio di Niel, nel vallone omonimo a monte del capoluogo, con i tipici Stadel walser (le case tradizionali)
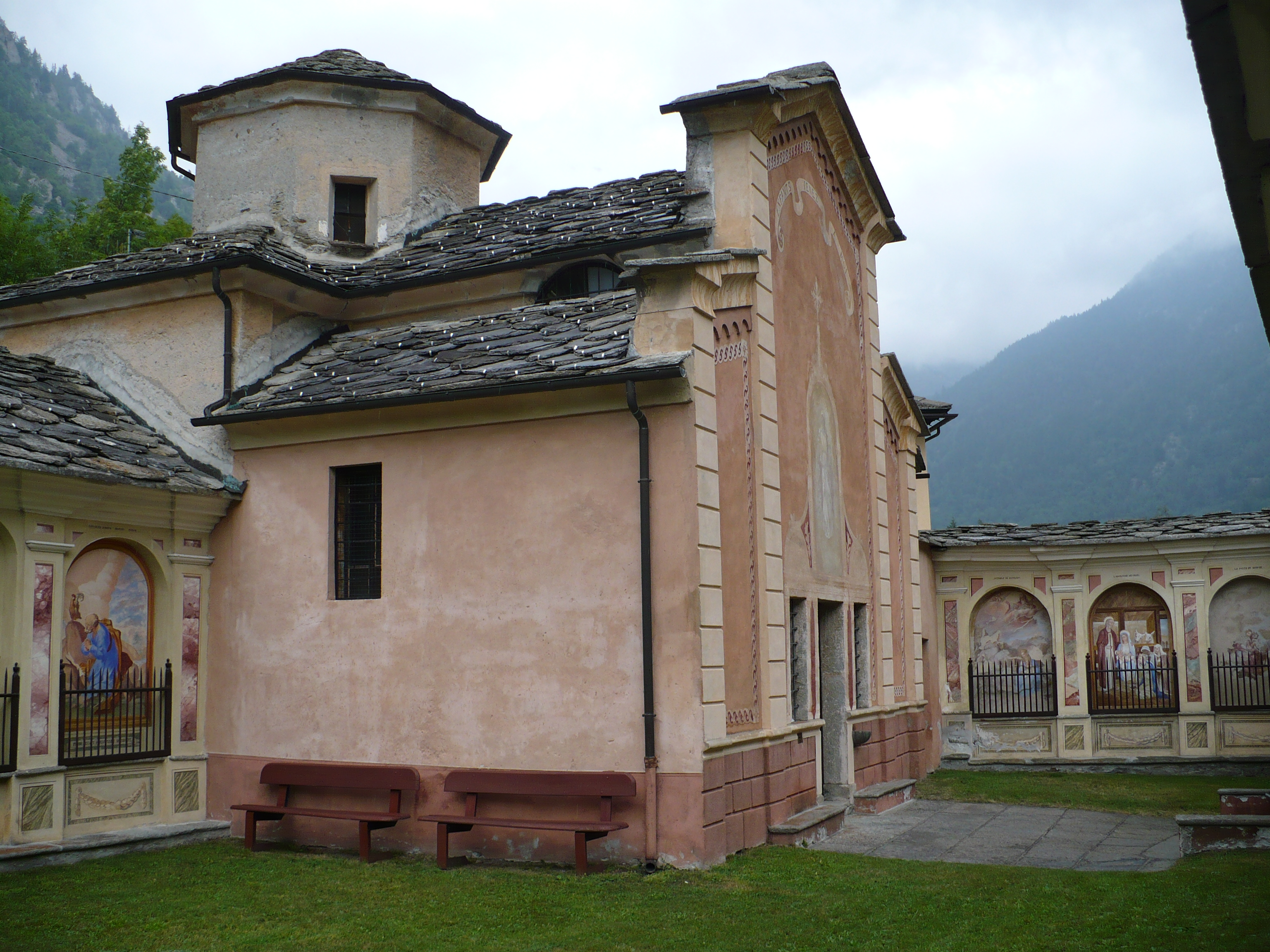
Il santuario Notre-Dame-de-Grâce, a Voury